# De l'infern a Texas
 De l'infern a Texas  (títol original:From Hell to Texas) és un western dirigit per Henry Hathaway el 1958. Està doblada al català.

## Argument
Tod Lohman, un noi tranquil, ha causat tanmateix la mort accidental de John Boyd. El pare i els dos altres germans de Boyd l'acorralen per matar-lo. Tod no voldria matar de nou. De resultes de diversos atacs, aconsegueix escapar-se sense matar els que el persegueixen. Troba en Amos Bradley un amic. Només quan aquest sigui abatut pels Boyd, Tod es decidirà a fer ús del seu dret de legítima defensa.

## Repartiment
- Don Murray: Tod Lohman
- Diane Varsi: Juanita Bradley
- Chill Wills: Amos Bradley
- Dennis Hopper: Tom Boyd
- R. G. Armstrong: Hunter Boyd
- Jay C. Flippen: Jake Leffertfinger
- Margo: Mrs. Bradley
- John Larch: Hal Carmody
- Ken Scott: Otis Boyd
- Rodolfo Acosta: Bayliss
- Harry Carey Jr.: Trueblood